# Николин Богдан Іванович
Богда́н Іванович Нико́лин (нар. 5 травня 1931, Олексичі — пом. 5 квітня 1994, Київ) — український матеріалознавець.

## Біографія
Народився Богдан у Прикарпатському селі Олексичі, що біля Дашави. Сім'я його, як і тисячі інших галицьких сімей, була вивезена у Сибір. Після закінчення у 1956 році Львівського державного університету імені Івана Франка працював інженером НВО «Термоприлад», понад тридцять років — в Інституті металофізики НАН України (Київ) у галузі рентгенографії металів.
Богдан Николин детально вивчав механізми й кінетику мартенситних перетворень при різних термічних режимах, з'ясовував вплив на ці процеси легуючих елементів, кристалічних дефектів, зовнішніх деформацій та інших чинників. Для простежування за поведінкою окремих фаз та їх надійної кристалоструктурної ідентифікації в процесі мартенситних перетворень, доводилося удосконалювати рентгенівську методику, розробляти оригінальні методи розшифрування складної дифракційної картини на рентгенограмах, застосовувати електроннографічні методи тощо.
Вчений експериментально відкрив несподівані (як для металів) кристалоструктурні фази, що визначають фізику мартенситних процесів на атомному рівні.

## Праці
Николин — автор понад 150-ти наукових публікацій, двох монографій, численних винаходів та оригінальних науково-методичних розробок.